# تونة الزعنفة الصفراء
تونة الزعنفة الصفراء أو قبابة أو جيذر (بالإنجليزية: Yellowfin tuna)‏ هي نوع من أسماك التونا توجد في المياه السطحية للمحيطات الاستوائية وشبه الاستوائية في جميع أنحاء العالم.تعتبر ذات قيمة غذائية واقتصادية عالية

## الوصف

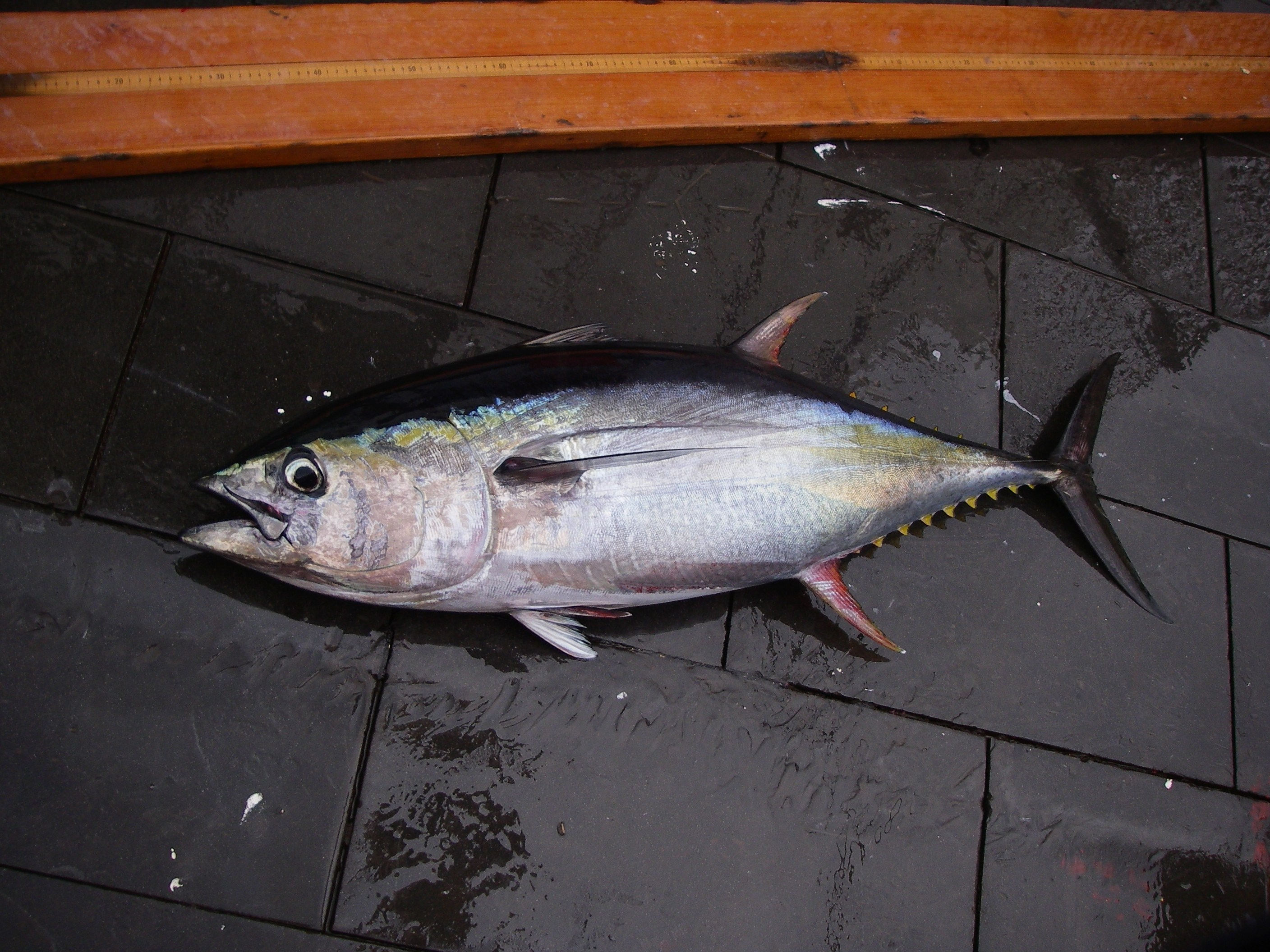
التونة ذات الزعانف الصفراء في خليج المكسيك

تونة الزعنفة الصفراء هي واحدة من أكبر أنواع التونة، وتصل إلى أوزان أكثر من 300 رطل (140 كلغ)، ولكنها أصغر بكثير من أسماك التونة في المحيط الأطلسي والمحيط الهادئ ذات الزعانف الزرقاء التي يمكن أن تصل إلى أكثر من 1,000 رطل (450 كجم)، وأصغر قليلا من سمك التونة الجاحظ والتونة الجنوبية. وتتراوح أحجاممها بما يصل إلى 239 سنتيمترا (94 بوصة) في الطول و 200 كيلوغراما (440 رطل) في الوزن. الرقم القياسي لهذا النوع يقف إلى 388 رطل (176 كلغ).
اصطاد الصياد كورت Wiesenhutter هذه الأسماك في عام 1977 بالقرب من جزيرة سان بنيديتو في مياه المحيط الهادئ من المكسيك.
واصطاد اثنان أكبر سمكة وزنها 395 رطل و 399.6 رطل في 1992 و 1993 على التوالي. في 30 نوفمبر 2010، مايك ليفينغستون من صن لاند، كاليفورنيا اصطاد سمكة بوزن 405.2 رطل من غيض من شبه جزيرة باجا
الزعنفة الظهرية والزعنفة الشرجية، لهذا النوع صفراء زاهية، ومن هنا اتت تسميتها. الزعنفة الظهرية وزعانف الشرج تكون طويلة جدا في بعض الحالات، ووصلت تقريبا إلى الذيل تعطي مظهر المناجل أو السيوف. والزعانف الصدرية هي أيضا أطول من أنواع التونة الأخرى. الجسم الرئيسي هو مظلم جدا معدني أزرق، وتغيير للفضة على البطن، مع نحو 20 في خطوط عمودية.
لسرعتها الكبيرة، لديها ذيل قوي ولها زعانف قوية أيضا، يمكن لها الحفاظ على درجة حرارة الجسم أعلى من المياه المحيطة بها، وذلك يمكن عضلاتها على العمل بكفاءة أكبر.

## النظام الغذائي
النظام الغذائي لهذه الأسماك يتكون أساسا من الأسماك الصغيرة مثل سمك الصوري، والسردين، والأسماك الطائرة، وأيضا تأكل الحبار والروبيان.

## أماكنها المفضلة
تونة الزعنفة الصفراء تسبح بالقرب من السطح، وتهاجر موسميا على عكس معظم أسماك التونة الأخرى على الرغم من أنها تسبح في كثير من الأحيان على مقربة من الشاطئ. على الرغم من أن تونة الزعنفة الصفراء تدخل أحيانا برودة المياه، إلاأنهم تفضل عادة درجات حرارة دافئة من 22 درجة إلى 28 درجة مئوية (72 درجة إلى 82 درجة فهرنهايت).

## في الوطن العربي

### في اليمن
الاسم المحلي: الثمد
يعتبر الثمد أهم أنواع أسماك التونة الذي يتم صيده في المياه اليمنية خاصة في البحر العربي في كل من محافظة حضرموت والمهرة كما تعتبر ذات قيمة غذائية واقتصادية عالية وتعتمد عليها صناعة تعليب أسماك التونة والتي يغطي جزء من الاستهلاك المحلي وتصدير الفائض منه
الطول: يصل طوله إلى أكثر من 1600 ـ 1800 سم
الوزن: يتراوح وزنه إلى أكثر من 57 كجم
موسم الاصطياد: يتم اصطياد الثمد خلال الفترة من يونيو ـ حتى نهاية سبتمبر ويبلغ موسم الذروة في منتصف شهر يوليو وبداية شهر أغسطس من كل عام
طرق الصيد:
يتم صيد الثمد بواسطة الخيط وسنار ويواسطة الشباك العرضية وشباك الجر.... الخ
أشكال الإنتاج:
يباع طازج بالكامل أو منزوع الأحشاء أو شرائح
يباع مجمد طازج بالكامل أو منزوع الأحشاء أو شرائح يباع مدخن طازج بالكامل أو منزوع: الأحشاء أو شرائح مجفف أو وبدون راس أو منزوع الأحشاء
يعالج ويصنع كما يدخل في صناعة تعليب الأسماك والذي تعتمد عليه مصانع إنتاج علب الثونة في: اليمن والعالم
المعلبات السمكية والتي تدخل اسماك الثمد في صناعة الثونة المعلبة باشكال واحجام مختلفة وهي
معلبات تونة مضاف إليها الزيت
تعلب اسماك التونة مع الصلصة (الطماطم)مثل اسماك الطماطم
بعلب بشكل كتل أو بشكل مفروم ويباع بطريق كرتنه
يباع اسماك التونة بطريقة الوزن

## معرض صور

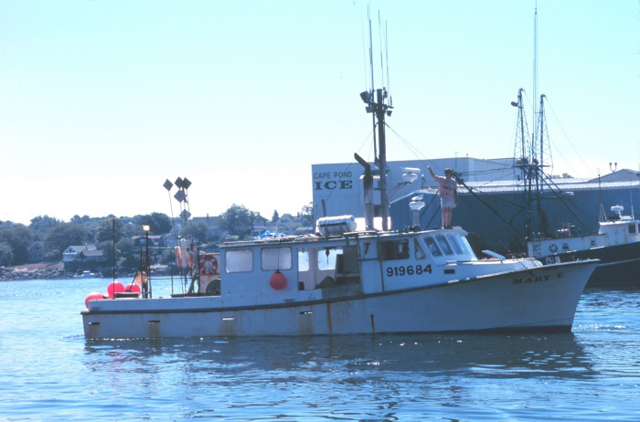
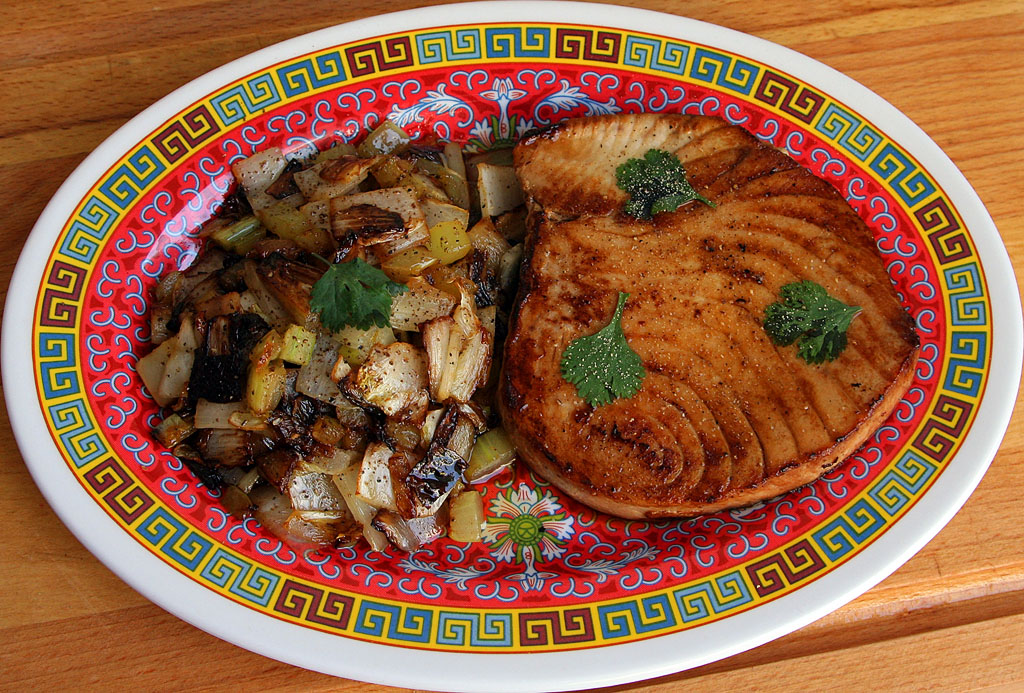
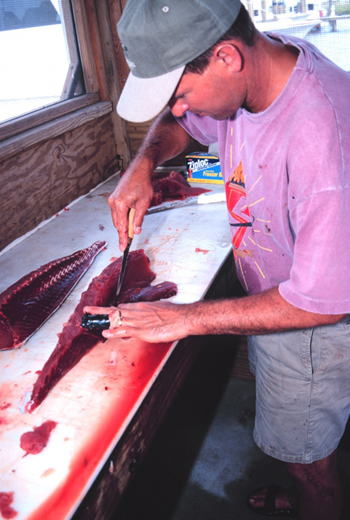
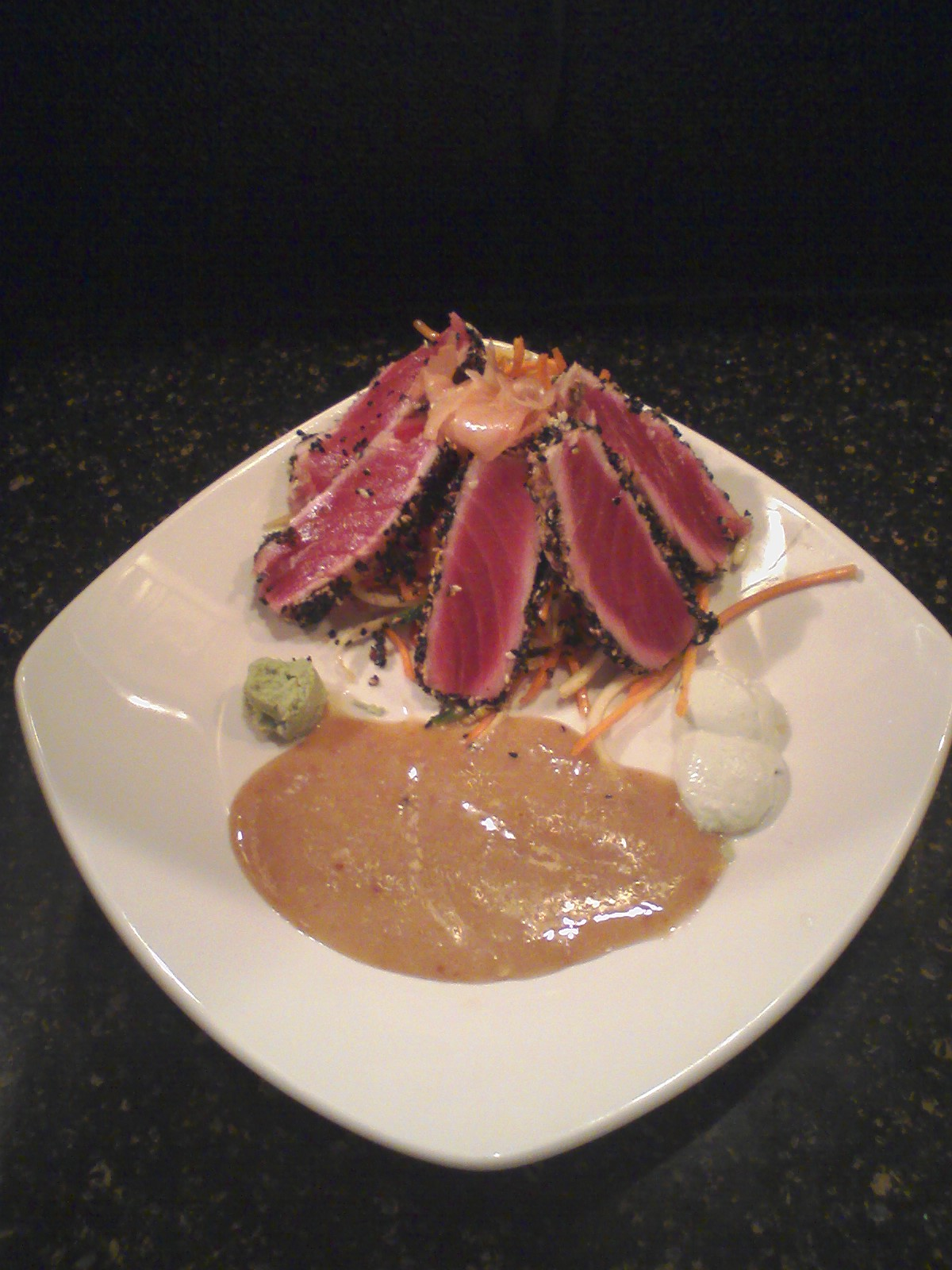